# Sarlagab
Sarlagab nebo Zarlagab (22. století př. n. l.) byl čtvrtý historicky doložený Gutejský vládce Sumeru a druhý, o kterém se píše v Sumerském královském seznamu. Sarlagab vládl nejspíše v období mezi lety 2129 př. n. l. až 2126 př. n. l. Jeho předchůdce byl Inkišuš a nástupce Šulme.
Nejspíš žil ve stejné době jako akkadský král Šar-kali-šarrí. Víme to díky jednomu roku, který pojmenoval „rok, ve kterém Šar-kali-šarrí (...) zajal Sarlaga, gutejského krále".
| Gutejský vládce Sumeru | Gutejský vládce Sumeru                 | Gutejský vládce Sumeru |
| ---------------------- | -------------------------------------- | ---------------------- |
| Předchůdce: Inkišuš    | 2129 př. n. l.–2126 př. n. l. Sarlagab | Nástupce: Šulme        |